# Вітошув-Дольни
Вітошув-Дольни (пол. Witoszów Dolny, нім. Nieder Bögendorf) — село в Польщі, у гміні Свідниця Свідницького повіту Нижньосілезького воєводства.
Населення — 1348 осіб (2011).
У 1975-1998 роках село належало до Валбжиського воєводства.

## Демографія
Демографічна структура станом на 31 березня 2011 року:
|          | Загалом | Допрацездатний вік | Працездатний вік | Постпрацездатний вік |
| -------- | ------- | ------------------ | ---------------- | -------------------- |
| Чоловіки | 648     | 143                | 458              | 47                   |
| Жінки    | 700     | 153                | 429              | 118                  |
| Разом    | 1348    | 296                | 887              | 165                  |